# Stefan Bobrowski
Stefan Bobrowski, de son nom complet Stefan Hieronym Bobrowski (17 janvier 1840 - 12 avril 1863 à Rawicz), est un patriote polonais du XIXe siècle, militant de l'indépendance de la Pologne, alors partagée entre la Russie, la Prusse et l'Autriche, et particulièrement soumise au joug absolutiste des tsars dans sa partie Est, notamment à Varsovie. 
C'est un oncle maternel de l'écrivain Joseph Conrad (1857-1924), à l'origine Jozef Konrad Korzeniowski.

## Biographie

### Origines familiales et formation
Il étudie à l'université de Saint-Pétersbourg.

### Rôle dans l'insurrection de 1861-1864
Protagoniste important de l'insurrection polonaise de 1861-1864 contre la Russie, Stefan Bobrowski est un des leaders de la faction des Rouges. Il fait partie du Comité central national et du gouvernement national provisoire.
Il meurt au cours de l'insurrection à Rawicz en Posnanie, alors province du royaume de Prusse.